# Sanghapali Aruna
Sanghapali Aruna o Sanghapali Aruna Lohitakshi (Vishakapatnam, Andhra Prades, 19 de octubre de 1979) es una activista por los derechos humanos india, más conocida por su trabajo sobre los derechos de las mujeres dalit y por ser la directora ejecutiva del Proyecto Mukti.

## Trayectoria
Aruna nació en una comunidad dalit. Estudió un doctorado en lingüística en la Jawaharlal Nehru University de Nueva Delhi, donde fue miembro fundador del Birsa Ambedkar Phule Students' Association.
En 2014, formó parte del Dalit Mahila Swabhiman Yatra (Gira de autorrespeto de las mujeres dalit) que viajó por la India para crear conciencia sobre la violencia de castas, en 2015, de la campaña Dalit Women Fight, y organizadora de Dalit History Month. También participó en el movimiento tras la muerte de la estudiante Rohith Vemula, en la Universidad de Hyderabad, fallecida a causa de la violencia de castas en su país.
Desde 2018, Aruna es la directora ejecutiva del Proyecto Mukti, cuyo objetivo es visibilizar la violencia por discriminación de castas, la diversidad de género y la brecha que se genera en internet por este motivo. Con esta iniciativa busca la alfabetización digital entre las comunidades dalit, bahujan, adivasi y musulmana, entre otros, a través del programa Bringing a new generation to Wikipedia, dirigido a los niños y mujeres de las comunidades marginadas de la india.
En 2018, Aruna fue objeto de controversia cuando le dio a Jack Dorsey, director ejecutivo de Twitter, dos carteles que decían "End Caste Apartheid" (en español, "Fin al apartheid de la casta") y "Smash Brahminical Patriarchy" (en español, "Aplastar el patriarcado brahmanismo") durante una reunión en Nueva Delhi. Dorsey posó para una foto de grupo sosteniendo el cartel que decía "Smash Brahminical Patriarchy". Posteriormente fue criticado por sostener el cartel, y Twitter India se disculpó en su nombre.